# Tricliceras longepedunculatum
Tricliceras longepedunculatum är en passionsblomsväxtart som först beskrevs av Maxwell Tylden Masters, och fick sitt nu gällande namn av R.B. Fernandes. Tricliceras longepedunculatum ingår i släktet Tricliceras och familjen passionsblomsväxter. Utöver nominatformen finns också underarten T. l. eratense.